# Die Menschenleserin
Die Menschenleserin (im Original The Sleeping Doll) ist ein 2007 erschienener Thriller des US-amerikanischen Erfolgsautors Jeffery Deaver.
Der Roman ist der erste Teil einer Serie um die kalifornische Kriminalbeamtin Kathryn Dance, die bereits in Der gehetzte Uhrmacher (Originaltitel: The Cold Moon) einen kurzen Auftritt hatte.

## Handlung
Die Expertin für Kinesik und Verhörtechniken Kathryn Dance erhält den Auftrag, den wegen Mordes verurteilten Sektenführer Daniel Pell zu analysieren. Obwohl sie dessen Gefährlichkeit erkennt und ein bevorstehendes Verbrechen wittert, gelingt ihm kurz darauf die Flucht aus einem Gerichtsgebäude. Zwei Polizeibeamte lassen dabei ihr Leben. Pell war es offenbar gelungen, über das Internet aus dem Gefängnis heraus mit weiblichen Anhängern zu kommunizieren, die schließlich auch seinen Ausbruch ermöglichten.
Trotz einer sofortigen Großfahndung gelingt es der Polizei nicht, den Ausbrecher zu fassen. Pell, ein Meister der Manipulation von Menschen, hatte es geschafft, eine junge Frau zu seinem willenlosen Werkzeug zu machen. Gemeinsam verstecken sie sich in vorab angemieteten Hotelzimmern. Mit Unterstützung ehemaliger Sektenmitglieder, die Hinweise über Vorlieben und Handlungsmuster ihres früheren Herrschers geben, gelingt es Dance und einem FBI-Profiler aber, immer wieder die Spur aufzunehmen.
Die Polizei kann sich nicht erklären, warum sich der Ausbrecher weiterhin in der Gegend versteckt. Auch sind die genauen Umstände der ein Jahrzehnt zurückliegenden Mordserie nach wie vor unklar. Schließlich stellt sich heraus, dass der im Grunde genommen Gewalt ablehnende Pell selbst unwillentlich das Instrument eines anderen Täters geworden ist, der ihn für seine eigenen Interessen morden ließ. Pell wird schließlich unter Mithilfe der ehemaligen Sektenmitglieder gestellt und erschossen.
Zum Ende der Handlung erkennt Kathryn Dance, dass der FBI-Profiler Winston Kellogg Pell nicht in Notwehr, sondern gezielt getötet hat. Kelloggs Tochter war selbst einem Sektenführer zum Opfer gefallen, woraufhin er beim FBI eingestiegen ist mit dem persönlichen Ziel, sämtliche Sektenführer zu töten. Er wird verhaftet und – trotz Intervention des FBI – der Staatsanwaltschaft übergeben.